# Irene (fleuve)
Pour les articles homonymes, voir Irene.
Le fleuve Irene  (en anglais : Irene River)  est un cours d’eau dans l’Île du Sud de la Nouvelle-Zélande,

## Géographie
Il s’écoule dans « Charles Sound » dans la région du Fiordland